# 953
| 953                |
| ------------------ |
| Dødsfald - Fødsler |
|                    |

| Gregoriansk kalender | 953 CMLIII              |
| Ab urbe condita      | 1706                    |
| Armensk kalender     | 402 ԹՎ ՆԲ               |
| Kinesiske kalender   | 3649 – 3650 壬子 – 癸丑 |
| Etiopisk kalender    | 945 – 946               |
| Jødisk kalender      | 4713 – 4714             |
| Hindukalendere       |                         |
| - Vikram Samvat      | 1008 – 1009             |
| - Shaka Samvat       | 875 – 876               |
| - Kali Yuga          | 4054 – 4055             |
| Iransk kalender      | 331 – 332               |
| Islamisk kalender    | 341 – 342               |

Se også 953 (tal)

## Født
- Abu Bakr al-Karaji - matematiker og ingeniør med persisk baggrund, død ca. 1029